# 希默爾山
47°22′55″N 10°22′34″E / 47.38194°N 10.37611°E

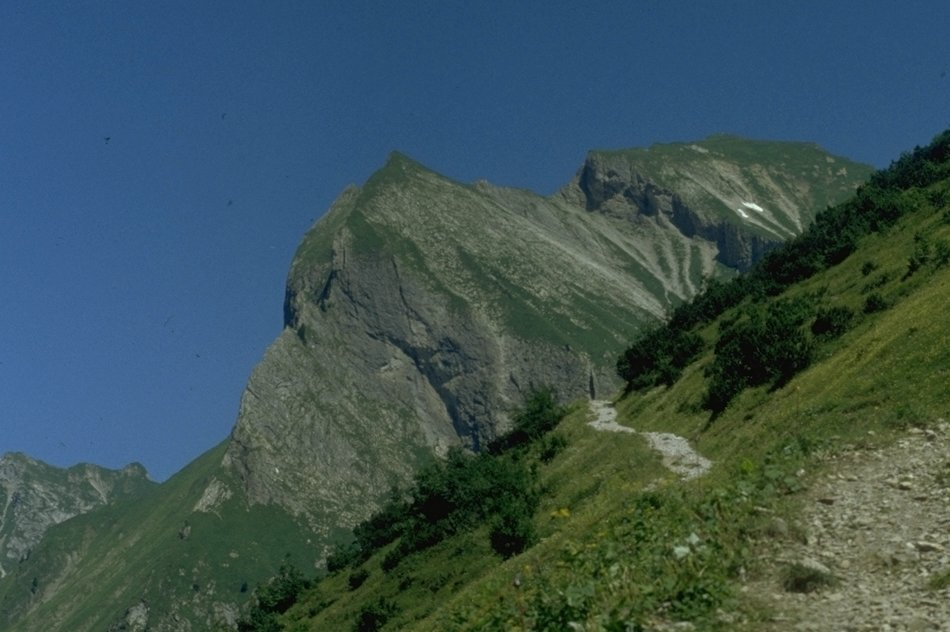

希默爾山（德語：Himmelhorn），是德國的山峰，位於該國東南部，由巴伐利亞負責管轄，屬於阿爾高阿爾卑斯山脈的一部分，距離施內克山0.1公里，海拔高度2,111米，每年平均降雨量1,730毫米。